# Ronde van Estland 2014
De 2e editie van de Ronde van Estland vindt in 2014 plaats op 30 en 31 mei. De start was in Tallinn, de finish in Tartu. De ronde maakte deel uit van de UCI Europe Tour 2014, in de categorie 2.1. In 2013 won de Est Gert Jõeäär. Dit jaar won de Roemeen Eduard-Michael Grosu.

## Deelnemende ploegen
| ProContinentaal      | Continentaal                    | Nationaal   |
| -------------------- | ------------------------------- | ----------- |
| CCC Polsat Polkowice | ActiveJet                       | Estland     |
| RusVelo              | Alpha Baltic-UnityMarathons.com | Wit-Rusland |
|                      | BDC Marcpol                     | Finland     |
|                      | Christina Watches-Kuma          | Litouwen    |
|                      | Rietumu-Delfin                  |             |
|                      | Synergy Baku                    |             |
|                      | Vini-Fantini-Nippo              |             |

## Etappe-overzicht
| etappe | datum  | start   | finish | type       | afstand | winnaar              | klassementsleider    |
| ------ | ------ | ------- | ------ | ---------- | ------- | -------------------- | -------------------- |
| 1e     | 30 mei | Tallinn | Tartu  | Vlakke rit | 192 km  | Eduard-Michael Grosu | Eduard-Michael Grosu |
| 2e     | 31 mei | Tartu   | Tartu  | Vlakke rit | 150 km  | Adrian Kurek         | Eduard-Michael Grosu |

## Etappe-uitslagen

### 1e etappe
| Tallinn - Tartu (192 km) |                      |                    |          |
| Plaats                   | Naam                 | Ploeg              | Tijd     |
| Winnaar                  | Eduard-Michael Grosu | Vini-Fantini-Nippo | 4u21'02" |
| 2                        | Emils Liepins        | Rietumu-Delfin     | z.t.     |
| 3                        | Michael Schweizer    | Synergy Baku       | z.t.     |
| 4                        | Adrian Banaszek      | BDC Marcpol        | z.t.     |
| 5                        | Maksym Averin        | Synergy Baku       | z.t.     |
| 6                        | Konrad Dąbkowski     | ActiveJet          | z.t.     |
| 7                        | Darijus Džervus      | Litouwen           | z.t.     |
| 8                        | Leonid Krasnov       | RusVelo            | z.t.     |
| 9                        | Roope Nurmi          | Finland            | z.t.     |
| 10                       | Matti Manninen       | Finland            | z.t.     |

| Algemeen klassement |                      |                      |          |
| Plaats              | Naam                 | Ploeg                | Tijd     |
| Blauwe trui         | Eduard-Michael Grosu | Vini-Fantini-Nippo   | 4u20'52" |
| 2                   | Emils Liepins        | Rietumu-Delfin       | + 4"     |
| 3                   | Andris Smirnovs      | Rietumu-Delfin       | z.t.     |
| 4                   | Michael Schweizer    | Synergy Baku         | + 6"     |
| 5                   | Tomasz Kiendyś       | CCC Polsat Polkowice | + 7"     |
| 6                   | Robert Radosz        | BDC Marcpol          | z.t.     |
| 7                   | Adrian Banaszek      | BDC Marcpol          | + 10"    |
| 8                   | Maksym Averin        | Synergy Baku         | z.t.     |
| 9                   | Konrad Dąbkowski     | ActiveJet            | z.t.     |
| 10                  | Darijus Džervus      | Litouwen             | z.t.     |

### 2e etappe
| Tartu - Tartu (150 km) |                      |                      |          |
| Plaats                 | Naam                 | Ploeg                | Tijd     |
| Winnaar                | Adrian Kurek         | CCC Polsat Polkowice | 3u22'40" |
| 2                      | Eduard-Michael Grosu | Vini-Fantini-Nippo   | z.t.     |
| 3                      | Gert Jõeäär          | Estland              | z.t.     |
| 4                      | Igor Boev            | RusVelo              | z.t.     |
| 5                      | Leonid Krasnov       | RusVelo              | z.t.     |
| 6                      | Michael Schweizer    | Synergy Baku         | z.t.     |
| 7                      | Martin Laas          | Finland              | z.t.     |
| 8                      | Emils Liepins        | Rietumu-Delfin       | z.t.     |
| 9                      | Mateusz Komar        | BDC Marcpol          | z.t.     |
| 10                     | Grzegorz Stępniak    | CCC Polsat Polkowice | z.t.     |

## Eindklassementen
| Plaats      | Naam                 | Ploeg                           | Tijd     |
| ----------- | -------------------- | ------------------------------- | -------- |
| Blauwe trui | Eduard-Michael Grosu | Vini-Fantini-Nippo              | 7u43'26" |
| 2           | Adrian Kurek         | CCC Polsat Polkowice            | + 6"     |
| 3           | Emils Liepins        | Rietumu-Delfin                  | + 10"    |
| 4           | Andris Smirnovs      | Rietumu-Delfin                  | z.t.     |
| 5           | Michael Schweizer    | Synergy Baku                    | + 12"    |
| 6           | Gert Jõeäär          | Estland                         | z.t.     |
| 7           | Mihkel Räim          | Estland                         | z.t.     |
| 8           | Pierpaolo De Negri   | Vini-Fantini-Nippo              | z.t.     |
| 9           | Tomasz Kiendyś       | CCC Polsat Polkowice            | + 13"    |
| 10          | Robert Radosz        | BDC Marcpol                     | z.t.     |
| 11          | Mikko Paajanen       | Finland                         | + 15"    |
| 12          | Leonid Krasnov       | RusVelo                         | + 16"    |
| 13          | Igor Boev            | RusVelo                         | z.t.     |
| 14          | Darijus Džervus      | Litouwen                        | z.t.     |
| 15          | Adrian Banaszek      | BDC Marcpol                     | z.t.     |
| 16          | Matti Manninen       | Finland                         | z.t.     |
| 17          | Marius Bernatonis    | Alpha Baltic-UnityMarathons.com | z.t.     |
| 18          | Māris Bogdanovičs    | Alpha Baltic-UnityMarathons.com | z.t.     |
| 19          | Mateusz Komar        | BDC Marcpol                     | z.t.     |
| 20          | Risto Raid           | Estland                         | z.t.     |

| Plaats      | Naam                 | Ploeg              | Punten |
| ----------- | -------------------- | ------------------ | ------ |
| Groene trui | Eduard-Michael Grosu | Vini-Fantini-Nippo | 19     |
| 2           | Michael Schweizer    | Synergy Baku       | 13     |
| 3           | Emils Liepins        | Rietumu-Delfin     | 12     |

| Plaats    | Naam                 | Ploeg                | Punten |
| --------- | -------------------- | -------------------- | ------ |
| Rode trui | Riccardo Stacchiotti | Vini-Fantini-Nippo   | 6      |
| 2         | Adrian Kurek         | CCC Polsat Polkowice | 3      |
| 3         | Andris Smirnovs      | Rietumu-Delfin       | 3      |

| Plaats     | Naam                 | Ploeg              | Tijd     |
| ---------- | -------------------- | ------------------ | -------- |
| Witte trui | Eduard-Michael Grosu | Vini-Fantini-Nippo | 7u43'26" |
| 2          | Emils Liepins        | Rietumu-Delfin     | + 10"    |
| 3          | Mihkel Räim          | Estland            | + 12"    |

| Plaats | Ploeg                | Tijd      |
| ------ | -------------------- | --------- |
|        | CCC Polsat Polkowice | 23u11'06" |
| 2      | RusVelo              | z.t.      |
| 3      | Estland              | z.t.      |

## Klassementenverloop
| Etappe       | Winnaar              | Algemeen klassement · | Puntenklassement ·   | Bergklassement ·     | Jongerenklassement · | Ploegenklassement    |
| ------------ | -------------------- | --------------------- | -------------------- | -------------------- | -------------------- | -------------------- |
| 1            | Eduard-Michael Grosu | Eduard-Michael Grosu  | Eduard-Michael Grosu | Riccardo Stacchiotti | Eduard-Michael Grosu | Finland              |
| 2            | Adrian Kurek         | Eduard-Michael Grosu  | Eduard-Michael Grosu | Riccardo Stacchiotti | Eduard-Michael Grosu | CCC Polsat Polkowice |
| 0Eindstanden | 0Eindstanden         | Eduard-Michael Grosu  | Eduard-Michael Grosu | Riccardo Stacchiotti | Eduard-Michael Grosu | CCC Polsat Polkowice |

## UCI Europe Tour
In deze Ronde van Estland waren punten te verdienen voor de ranking in de UCI Europe Tour 2014. Enkel renners die uitkwamen voor een (pro-)continentale ploeg, maakten aanspraak om punten te verdienen.
| Positie                      | 1e | 2e | 3e | 4e | 5e | 6e | 7e | 8e | 9e | 10e | 11e | 12e |
| Eindklassement               | 80 | 56 | 32 | 24 | 20 | 16 | 12 | 8  | 7  | 6   | 5   | 3   |
| Per etappe                   | 16 | 11 | 6  | 5  | 4  | 2  |    |    |    |     |     |     |
| Drager leiderstrui (per dag) | 8  |    |    |    |    |    |    |    |    |     |     |     |

| #  | Renner               | Ploeg                                    | Punten |
| -- | -------------------- | ---------------------------------------- | ------ |
| 1  | Eduard-Michael Grosu | Vini-Fantini-Nippo                       | 104    |
| 2  | Adrian Kurek         | CCC Polsat Polkowice                     | 72     |
| 3  | Emils Liepins        | Rietumu-Delfin                           | 43     |
| 4  | Michael Schweizer    | Synergy Baku                             | 28     |
| 5  | Andris Smirnovs      | Rietumu-Delfin                           | 24     |
| 6  | Gert Jõeäär          | Estland/ Cofidis                         | 22     |
| 7  | Mihkel Räim          | Estland/ Probikeshop-Saint-Etiënne Loire | 12     |
| 8  | Pierpaolo De Negri   | Vini-Fantini-Nippo                       | 8      |
| 9  | Tomasz Kiendyś       | CCC Polsat Polkowice                     | 7      |
| 9  | Leonid Krasnov       | RusVelo                                  | 7      |
| 11 | Robert Radosz        | BDC Marcpol                              | 6      |
| 12 | Adrian Banaszek      | BDC Marcpol                              | 5      |
| 12 | Igor Boev            | RusVelo                                  | 5      |
| 12 | Mikko Paajanen       | Finland/ TWD-Länken                      | 5      |
| 15 | Maksym Averin        | Synergy Baku                             | 4      |
| 16 | Konrad Dąbkowski     | ActiveJet                                | 2      |

Etappewedstrijden

 Ster van Bessèges ·
 Ronde van de Middellandse Zee ·
 Ruta del Sol ·
 Ronde van de Algarve ·
 Ronde van de Haut-Var ·
 Driedaagse van West-Vlaanderen ·
 Internationale Wielerweek ·
 Internationaal Wegcriterium ·
 Driedaagse van De Panne-Koksijde ·
 Ronde van de Sarthe ·
 Ronde van Trentino ·
 Ronde van Turkije ·
 Vierdaagse van Duinkerke ·
 Ronde van Azerbeidzjan ·
 Szlakiem Grodów Piastowskich ·
 Ronde van Castilië en León ·
 Ronde van Picardië ·
 Ronde van Noorwegen ·
 World Ports Classic ·
 Ronde van Beieren ·
 Ronde van België ·
 Tour des Fjords ·
 Ronde van Estland ·
 Ronde van Luxemburg ·
 Boucles de la Mayenne ·
 Ster ZLM Toer ·
 Ronde van Slovenië ·
 Route du Sud ·
 Ronde van Oostenrijk ·
 Sibiu Cycling Tour ·
 Ronde van Wallonië ·
 Ronde van Portugal ·
 Ronde van Denemarken ·
 Ronde van de Ain ·
 Ronde van Burgos ·
 Arctic Race of Norway ·
 Ronde van de Limousin ·
 Ronde van Poitou-Charentes ·
 Ronde van Groot-Brittannië ·
 Ronde van Gévaudan Languedoc-Roussillon ·
 Eurométropole Tour
Eendaagse wedstrijden

 GP La Marseillaise ·
 Grote Prijs van de Etruskische Kust ·
 Trofeo Palma ·
 Trofeo Ses Salines ·
 Trofeo Serra de Tramuntana ·
 Trofeo Platja de Muro ·
 Trofeo Laigueglia ·
 Ronde van Murcia ·
 Omloop Het Nieuwsblad ·
 Classic Sud Ardèche ·
 GP Lugano ·
 Clásica de Almería ·
 Kuurne-Brussel-Kuurne ·
 La Drôme Classic ·
 Le Samyn ·
 GP Città di Camaiore ·
 Strade Bianche ·
 Roma Maxima ·
 Ronde van Drenthe ·
 Dwars door Drenthe ·
 Nokere Koerse ·
 GP Nobili Rubinetterie ·
 Handzame Classic ·
 Classic Loire-Atlantique ·
 Grote Prijs van Cholet-Pays de Loire ·
 Dwars door Vlaanderen ·
 Route Adélie de Vitré ·
 Volta Limburg Classic ·
 Grote Prijs Miguel Indurain ·
 Ronde van La Rioja ·
 Scheldeprijs ·
 GP Cerami ·
 Klasika Primavera ·
 Parijs-Camembert ·
 Brabantse Pijl ·
 GP Denain ·
 Ronde van de Finistère ·
 Tro Bro Léon ·
 Ronde van Keulen ·
 La Roue Tourangelle ·
 Rund um den Finanzplatz Eschborn-Frankfurt ·
 Ronde van de Somme ·
 ProRace Berlin ·
 Grote Prijs van Plumelec ·
 Boucles de l'Aulne ·
 Ronde van Zeeland Seaports ·
 GP Kanton Aargau ·
 Ronde van Limburg ·
 Ronde van de Apennijnen ·
 Halle-Ingooigem ·
 Prueba Villafranca de Ordizia ·
 GP Industria & Artigianato-Larciano ·
 Ronde van Toscane ·
 Circuito de Getxo ·
 Polynormande ·
 RideLondon Classic ·
 GP Stad Zottegem ·
 Arnhem-Veenendaal Classic ·
 Châteauroux Classic de l'Indre ·
 Druivenkoers Overijse ·
 Brussels Cycling Classic ·
 GP Fourmies ·
 Ronde van de Doubs ·
 GP Jef Scherens ·
 Coppa Bernocchi ·
 GP van Wallonië ·
 Coppa Agostoni ·
 Ronde van de Drie Valleien ·
 Kampioenschap van Vlaanderen ·
 Grote Prijs Impanis-Van Petegem ·
 Memorial Marco Pantani ·
 GP Industria & Commercio di Prato ·
 GP van Isbergues ·
 Omloop van het Houtland ·
 Duo Normand ·
 Milaan-Turijn ·
 Ronde van het Münsterland ·
 Ronde van de Vendée ·
 Memorial Frank Vandenbroucke ·
 Coppa Sabatini ·
 Parijs-Bourges ·
 Ronde van Emilia ·
 Parijs-Tours ·
 GP Beghelli ·
 Nationale Sluitingsprijs ·
 Chrono des Nations